# Tsitsina Xavante
Samantha Ro'otsitsina Xavante (San Marcos, Mato Grosso, Brasil, 1985) conocida como Tsitsina Xavante, es una mujer indígena xavante activista por los derechos de las comunidades indígenas y en especial de las mujeres.

## Trayectoria
Tsitsina Xavante es una indígena xavante de la comunidad Namunkurá, un territorio indígena de San Marcos, estado de Mato Grosso, en la región amazónica de Brasil. Se formó en Servicios Sociales y obtuvo una Maestría en Sostenibilidad para Pueblos y Territorios Indígenas. 
El nombre Samantha Ro'otsitsina Xavante le fue dado en honor a su abuela paterna, de donde se deriva la denominación por la que es más conocida, Tsitsina. Su padre, Mário Juruna, fue el primer diputado federal indígena de Brasil (1983-1987) que, como ella misma afirma, siempre la animó a luchar por sus derechos no discriminando nunca en ello entre hombres y mujeres. Aunque a menudo en la casa familiar eran visitados por líderes destacados del país, como Raoni Metuktire y Álvaro Tukano, Tsitsina en aquel entonces no tenía conciencia de la relevancia política de su padre y sus amigos. Relata como su padre nunca hizo proselitismo con sus hijos, "lo único que dijo, no sólo para mí sino para todos mis hermanos, fue: quiero que estudies, quiero que te capacites y algún día puedas sacar adelante a tu familia y contribuir con los pueblos indígenas de Brasil".
En la Universidad de Brasilia, estudiando Trabajo Social y una Maestría en Desarrollo Sostenible, empezó a colaborar con un grupo de estudiantes indígenas en Mato Grosso do Sulcuando. Según su propio testimonio, fue allí donde empezó a comprender la importancia de aquello por lo que luchaba su padre.

## Activismo
Tsitsina Xavante fue miembro de la Comisión Nacional de la Juventud Indígena (CNJI – Comité Nacional de Jóvenes Indígenas) y de la Red de Jóvenes Indígenas (REJUIND – Asociación de Jóvenes Indígenas), la cual cuenta con un activo movimiento de mujeres. 
Su activismo ha estado impulsado por el convencimiento de que las acciones de las mujeres, especialmente las jóvenes, deben de influir y orientar también las políticas públicas y los derechos indígenas. En este sentido denuncia la sobrerrepresentación de hombres en el movimiento indígena en Brasil, mientras las mujeres no participan en política y aún están abriéndose camino para ser incluidas en la toma de decisiones. De hecho, la propia Tsitsina Xavante destaca por haber sido la primera mujer xavante que apoya y debate en el ámbito político por los derechos de las poblaciones indígenas, haciendo frente, con ello, a la resistencia cultural de su pueblo a que una mujer ocupe este lugar en la esfera pública.
En el año 2008 se empezó a implicar en el Campamento Terra Libre, cuando aún era una estudiante universitaria y estaba ahorrando dinero para este encuentro. Cuando finalmente pudo asistir, la diversidad de las personas que participaron, sus objetivos y la intensidad de su voluntad de luchar inspiraron a Tsitsina, que todavía estudiaba en Dourados. Desde entonces, Tsitsina amplió su estrategia y participación en los movimientos nacionales indígenas, especialmente en los colectivos y grupos de jóvenes y mujeres. En este contexto, trabajó para que se celebraran sesiones plenarias de mujeres en la reunión. Asimismo, viajó a Nueva York para representar al pueblo de Brasil en el Foro Permanente sobre Cuestiones Indígenas de las Naciones Unidas y acudió a la Comisión de Derechos Humanos del Senado Federal. 
En el año 2014 participó en la Comisión de la Condición Jurídica y Social de la Mujer (CSW58) con una beca Yvonne Hebert donde pudo conocer e intercambiar experiencias y puntos de vista con otros pueblos indígenas, así como con las mujeres pertenecientes a estos que, al igual que ella, trabajaban por el bienestar colectivo. Según destaca ella misma, allí pudo ampliar sus puntos de vista sobre los derechos indígenas y de las mujeres desde una perspectiva global.